# Terminator (astronomi)
För andra betydelser, se Twilight Zone.

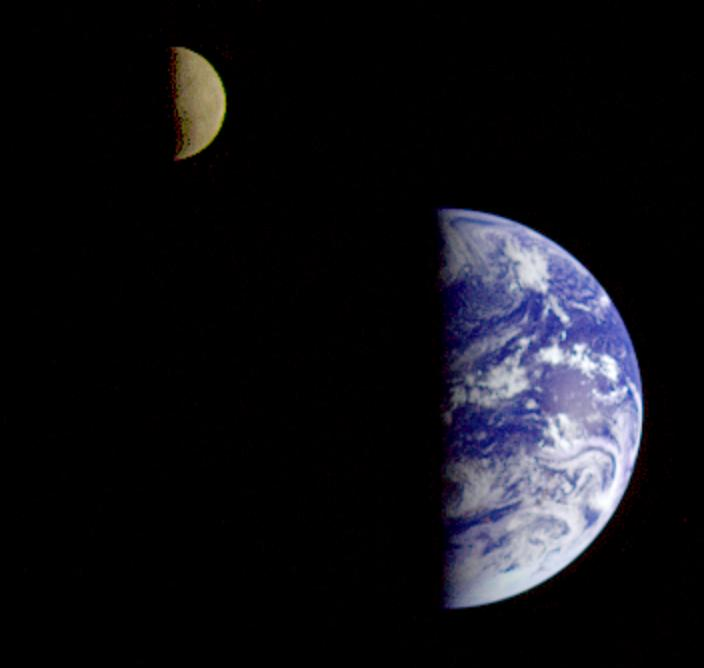
Jorden och månen

Terminatorn (engelska även: Twilight Zone) är gränsen mellan den belysta och den skuggade delen av en himlakropp, lättast iakttagen på månen.
Att studera en terminator kan ge information om himlakroppen; exempelvis tyder en suddig terminator på närvaron av en atmosfär.